# オーケストラル・ヒット

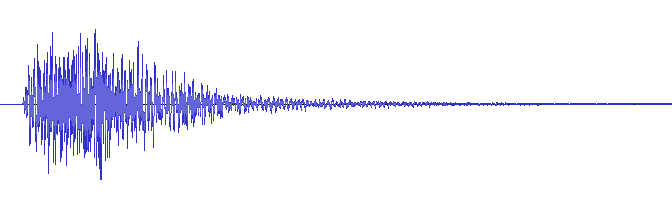
オーケストラル・ヒット（ローランド・VSC3）の波形

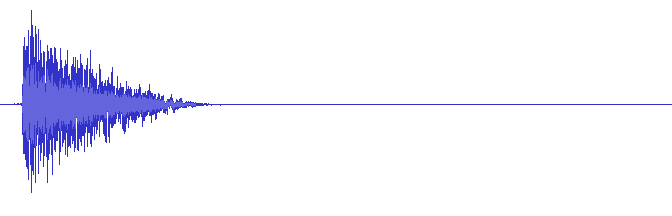
オーケストラル・ヒット（ヤマハ・PSS31）の波形

オーケストラル・ヒット (Orchestral hit)、またはオーケストラ・ヒットとは、サンプリング音源の種類の1つ。オケ・ヒット、オケヒと略されることも多い。

## 概論
擬音語で表記するなら、「ジャンッ」「ガンッ」といった感じの、非常に厚みのある短い音である。
ヒップホップの創始者であるアフリカ・バンバータの1982年の楽曲「プラネット・ロック (Planet Rock)」で用いられたのが世界初の使用例である。これはフェアライトCMIで「ORCH5」と名づけられており、ストラヴィンスキー『火の鳥』の「魔王カスチェイの凶悪な踊り」冒頭の和音をサンプリングし、音程を短6度下げたものだった。

## 受容
アフリカ・バンバータが1982年に発表した「プラネット・ロック (Planet Rock）」という楽曲で初めてオーケストラル・ヒットが使われて以来、使用が容易なことやそのサウンドのインパクトから、瞬く間にポピュラー音楽の分野で広く用いられるようになった。
フランキー・ゴーズ・トゥ・ハリウッドの「トゥ・トライブス (Two Tribes)」（1984年）でも使用されている。
また有名な使用例として、マイケル・ジャクソンの楽曲「BAD」の冒頭部分や、イエスの「ロンリー・ハート (Owner of a Lonely Heart)」が挙げられる。
日本では1983年のアニメ映画『うる星やつら オンリー・ユー』で使用され、またビーイング系アーティストの楽曲に一時期多用された。
80年代後半にもなると食傷気味とされ一般的な音楽シーンでの利用頻度は低くなっていったが、サンプラーやPCM音源の低価格化や、電子楽器や音源モジュールのプリセット音として収録されるようになったことで利用が容易になり、ゲームミュージックなど他の分野での利用が拡大した。ゲームミュージックでは1985年に登場したアーケードゲーム『コスモポリス ギャリバン』で最初に用いられたとされる。その後もゲームセンターで存在感を示すためか、オーケストラヒットを多用する製品が多く見られた。
また1980年代後期にはEnsoniq社から様々なデジタルシンセが発売され、プリセットに入っているオケヒットは有名である。特にVFXが奏でるものはTM NETWORK時代の小室哲哉がライブなどで多用しており、当時イメージキャラクターを務めていたYAMAHA EOSを外部鍵盤としてはいるもののその音を聞くことができる。
2000年代に入ると、一般的な楽音と同様に特に目立たせることなく使われるようになっている。目立たせる利用方法として1980年代への懐古的なイメージや、「素人くささ」を意図的に演出するための用法が見られる。

## 収録されている機材の例

### AKAI
- SG01k

### ENSONIQ
- VFX

### KORG
- TRITON STUDIO
- TRITON STUDIO V2

### Roland
- JVシリーズ（JV-1080 JV-2080）
- SCシリーズ（SC-55 SC-55mkII SC-88 SC-88Pro）
- XPシリーズ（XP-10 XP-30 XP-50 XP-60 XP-80）
- Dシリーズ（D-5 D-10 D-20 D-50）

### YAMAHA
- EOS B500
- EOS B700

### サンプリングCD
BEST SERVICE
- PS55 RETRO SAMPLER